# Parvillers-le-Quesnoy
Parvillers-le-Quesnoy là một xã ở tỉnh Somme, vùng Hauts-de-France, Pháp.

## Địa lý
Thị trấn này tọa lạc trên đường D238 và đường D34, khoảng 25 dặm Anh về phía đông nam của Amiens.

## Dân số
| 1962                                                           | 1968 | 1975 | 1982 | 1990 | 1999 |
| -------------------------------------------------------------- | ---- | ---- | ---- | ---- | ---- |
| 147                                                            | 174  | 171  | 154  | 189  | 221  |
| Số liệu điều tra dân số từ năm 1962, dân số không tính hai lần |      |      |      |      |      |